# Luciano Silveira
Luciano da Silva Silveira ou simplesmente Luciano Silveira (Osório, 11 de julho de 1978) é um gestor público e político brasileiro filiado ao Movimento Democrático Brasileiro (MDB).

## Biografia
Nascido em Osório, no Litoral Norte do Rio Grande do Sul, Luciano Silveira é formado em Gestão Pública. Em 2015, foi mencionado como acadêmico de Administração de Empresas. É casado com Bianca Meregalli e pai de dois filhos, João Pedro e Germano.

## Carreira política e profissional
Luciano Silveira iniciou sua trajetória política ainda na adolescência, como presidente da Juventude do MDB (JPMDB) em Osório. Sua carreira profissional inclui atuação como gestor na iniciativa privada.
Na Prefeitura de Osório, atuou durante o governo do então prefeito Alceu Moreira, e foi Coordenador da Secretaria Municipal da Assistência Social. Em 2004, aos 26 anos, foi eleito o vereador mais jovem do município.
Posteriormente, atuou como Coordenador Regional da Secretaria Estadual do Trabalho e Assistência Social para o Litoral Norte. Foi também Coordenador Regional do MDB do Litoral Norte por duas gestões.
Durante o governo de José Ivo Sartori, em janeiro de 2015, foi anunciado como presidente da Fundação para o Desenvolvimento de Recursos Humanos (FDRH) do Rio Grande do Sul.

## Deputado estadual
Nas eleições estaduais de 2022 foi eleito deputado estadual pelo MDB, à uma cadeira na Assembleia Legislativa do Rio Grande do Sul para a 56ª legislatura (2023 — 2027) com 36.770 votos. Assumiu o mandato em 1º de fevereiro de 2023.

### Atuação parlamentar
Na Assembleia Legislativa, Luciano Silveira atua como representante do Litoral Norte, focando em pautas e soluções para as demandas da região.

#### Comissões e liderança
Foi presidente da Comissão de Agricultura, Pecuária, Pesca e Cooperativismo da Assembleia Legislativa nos anos de 2023 e 2024, sendo empossado em março de 2023. É também membro titular da Comissão de Constituição e Justiça (CCJ) e atua como Líder da bancada do MDB na casa legislativa.

#### Frentes parlamentares
Luciano Silveira preside a Frente Parlamentar em Defesa do Desenvolvimento do Litoral Norte. Em abril de 2025, apresentou as ações da frente aos prefeitos da Associação dos Municípios do Litoral Norte (Amlinorte), destacando a necessidade de planejamento estratégico para a região e projetos estruturantes em áreas como infraestrutura (Capão da Canoa, Tramandaí, Imbé, Xangri-lá), regionalização da saúde, recuperação de rodovias e hidrovias, e modernização do Aeroporto de Torres.
Em maio de 2025, propôs a criação de uma Frente Parlamentar para tratar da proliferação de javalis no estado, buscando examinar legislações de outros estados afetados pelo problema.